# غيل فيشر
غيل فيشر (بالإنجليزية: Gail Fisher)‏ هي عارضة وممثلة أمريكية، ولدت في 18 أغسطس 1935 في الولايات المتحدة، وتوفيت بنفس المكان في 2 ديسمبر 2000. بدأت مشوارها المهني سنة 1959.

## أعمال

### مسلسلات
- مانيكس

## وصلات خارجية
- غيل فيشر على موقع IMDb (الإنجليزية)
- غيل فيشر على موقع ميوزك برينز (الإنجليزية)
- غيل فيشر على موقع أول موفي (الإنجليزية)
- غيل فيشر على موقع قاعدة بيانات برودواي على الإنترنت (الإنجليزية)
- غيل فيشر على موقع إن إن دي بي (الإنجليزية)
- غيل فيشر على موقع قاعدة بيانات الفيلم (الإنجليزية)